# Guerre stellari (Lucas e Foster)
Guerre stellari (Star Wars: From the Adventures of Luke Skywalker) è un romanzo di fantascienza scritto da George Lucas con la collaborazione di Alan Dean Foster e pubblicato il  12 novembre 1976, poco più di sei mesi prima dell'uscita al cinema dell'omonimo film il 25 maggio 1977, scritto e diretto dallo stesso Lucas. L'opera è da considerarsi facente parte dell'Universo espanso.
Il romanzo è stato edito nel 1977 in italiano da Mondadori nella collana Oscar Fantascienza, che lo ha ripubblicato negli anni successivi fino al 1986; l'edizione del 1979 nella collana Omnibus, indicava Lucas come unico autore. Nel 1997 fu riedita dalla Sperling & Kupfer in una nuova versione, in concomitanza con la riprogrammazione nei cinema di una versione rimasterizzata del film. L'ultima riedizione, del 2005, sempre edita dalla Sperling & Kupfer, ha il titolo modificato in Star Wars Episodio IV: Una nuova speranza per celebrare l'imminente episodio conclusivo della saga al cinema, Star Wars: Episodio III - La vendetta dei Sith.

## Trama
La Ribellione è riuscita a trafugare i piani della più potente arma costruita dall'Impero, la Morte Nera, una stazione da battaglia in grado di distruggere un pianeta con un solo colpo. Catturata mentre era a bordo del suo Tantive IV da uno star destroyer sotto il comando del malvagio braccio destro dell'Imperatore, Lord Dart Fener, la Principessa Leila Organa, una dei leader della Ribellione e senatrice del Senato imperiale, affida i piani segreti della superarma al piccolo droide C1-P8 e lo invia sul pianeta Tatooine insieme all'inseparabile compagno D-3BO con una richiesta di aiuto per il generale e cavaliere Jedi Obi-Wan Kenobi.
I due droidi vengono tuttavia catturati dai jawa, piccoli umanoidi rottamai, e venduti a Owen Lars, un agricoltore che vive insieme alla moglie Beru e al giovane nipote Luke Skywalker. C1-P8 fugge nel deserto di Tatooine alla ricerca di Kenobi, nel tentativo di riportarlo a casa Luke e D-3BO vengono assaliti dai predoni Tusken e tratti in salvo dal vecchio Jedi. Luke apprende dal vecchio Obi-Wan di suo padre Anakin, un allievo esemplare, un grande amico, un ottimo soldato e pilota caduto per il tradimento del suo compagno Dart Fener. Obi-Wan gli dona anche la spada laser un tempo appartenuta al suo ex-allievo. Tornando a casa il ragazzo scopre che le truppe d'assalto imperiali hanno inseguito i droidi e, non trovandoli, hanno assassinato i suoi zii Owen e Beru nella loro fattoria, ridotta in cenere. Luke, ormai privo di ogni motivo per restare su Tatooine, accetta di seguire Obi-Wan alla volta di Alderaan e di apprendere la dottrina Jedi.
Il gruppetto giunge allo spazioporto di Mos Eisley dove, cercando un imbarco su un'astronave, incontrano e reclutano Ian Solo, pilota del Millennium Falcon, che con il suo amico e copilota Chewbecca, uno wookiee alto più di due metri, lavora come contrabbandiere al soldo del potente gangster Jabba the Hutt, col quale è pesantemente indebitato. Jabba gli ha mandato contro un cacciatore di taglie, Greedo, a riscuotere il debito, ma Ian lo uccide.
Intanto sulla Morte Nera, Fener ed il Gran Moff Wilhuff Tarkin stanno interrogando e torturando la principessa Leila nel tentativo di scoprire l'ubicazione della base ribelle, con la minaccia che se non avesse dato un nome, avrebbero distrutto il suo pianeta natio Alderaan, lei fornisce il nome di un pianeta anche se falso, ma comunque sfruttando la potenza della super-arma distruggono Alderaan prima ancora di verificare l'informazione fornitagli dalla principessa.
Subito dopo la distruzione, il Millennium Falcon raggiunge il campo di asteroidi da essa creato, venendo catturato con un raggio traente dalla Morte Nera. La nave viene condotta in un hangar e per evitare di essere scoperti Obi- Wan, Luke, Ian, Chewbecca e i droidi si nascondono nei compartimenti segreti della nave usati per il contrabbando. Mentre il maestro Jedi è impegnato a disattivare il generatore del raggio traente al fine di consentire la fuga al Falcon, Luke e Ian scoprono che la principessa Leila è a bordo della nave, e, travestitisi da assaltatori imperiali, riescono a liberarla.
Intanto, dopo molti anni, Obi-Wan e Dart Fener si incontrano nuovamente, affrontandosi in un duello a colpi di spada laser nel quale il vecchio maestro viene infine ucciso dall'ex allievo, il cui potere distruttivo è cresciuto per effetto del Lato Oscuro della Forza.
Ian, Luke, Leila, Chewbecca, C1 e 3BO fuggono a bordo del Millennium Falcon dopo aver affrontato alcuni caccia imperiali, ma sono coscienti di essere stati lasciati andare perché l'Impero possa identificare una base da attaccare. Giunti sulla quarta luna del pianeta Yavin, si riuniscono agli altri soldati ribelli comandati dal generale Jan Dodonna e si preparano ad attaccare la Morte Nera, il cui reattore principale è abbastanza poco protetto da poter essere distrutto in un'azione audace di un piccolo caccia, causando una reazione a catena che farà esplodere l'intera stazione spaziale.
I caccia X-Wing e Y-Wing ribelli si lanciano in un disperato attacco contro la potente Morte Nera prima che annienti la loro base su Yavin IV, nella battaglia contro i caccia TIE imperiali e i cannoni della stazione da combattimento, molti piloti dell'alleanza perdono la vita, tra cui Biggs Darklighter, un amico di infanzia di Luke proveniente come questo da Tatooine. Luke grazie all'intervento di Ian sul suo Millennium Falcon riesce a sfuggire ai colpi di Fener, che va alla deriva nello spazio con il suo caccia, e, disabilitati i sensori di puntamento, sotto consiglio della voce di Obi-Wan, utilizza la Forza e spara i razzi direttamente nel nucleo centrale della stazione distruggendola.

## Differenze con il film
- Nella prima edizione, la famosa frase d'apertura che apre ogni film di Star Wars, «A long time ago in a galaxy far, far away...» ("Tanto tempo fa, in una galassia lontana lontana...") non è presente nel romanzo.

- Le maggiori differenze si situano nel prologo del romanzo, che si dilunga nello spiegare la storia precedente agli eventi narrati nel film. Presentato sotto forma di un estratto dal Journal of the Whills (Diario dei Whills), il prologo contiene il primo riferimento in assoluto al vero nome dell'Imperatore, Palpatine. La sezione racconta come l'ambizioso senatore Palpatine riuscì a prendere il potere facendosi eleggere Presidente della Repubblica per poi autoproclamarsi in seguito Imperatore. In questa prima descrizione, comunque, il personaggio di Palpatine appare maggiormente come una vittima delle macchinazioni dei burocrati dell'Impero piuttosto che come il "burattinaio" dietro il complotto. Ciò si deve al fatto che George Lucas all'epoca non aveva ancora sviluppato compiutamente il personaggio di Palpatine, lasciando carta bianca ad Alan Dean Foster di descrivere l'Imperatore dal suo punto di vista. La concezione di Lucas del personaggio continuò ad evolvere nel tempo, fino a quando decise che Palpatine era il maestro di Dart Fener e divenne la vera personificazione del male in L'impero colpisce ancora e Il ritorno dello Jedi.

- Molte altre parti del romanzo deviano dalla trama principale del film, includendo scene girate ma mai montate nella versione finale della pellicola. Tra queste citiamo la celebre scena dove Luke Skywalker e i suoi amici si ritrovano alla Tosche Station di Tatooine. È inoltre presente la scena del confronto tra Ian Solo e Jabba the Hutt che poi Lucas volle inserire nella Special Edition del film nel 1997; tuttavia, nel romanzo Jabba è descritto come "un grande e grasso bipede con un cranio peloso segnato dalle cicatrici", molto diverso da come apparirà in seguito ne Il ritorno dello Jedi.

- Ad un certo punto, Ian Solo menziona un suo amico Corelliano di nome Toccnepil (Lippincot al contrario). Trattasi di scherzoso riferimento a Charles Lippincott, al tempo a capo della divisione marketing di Guerre stellari.

- Altri vari dettagli minori presenti nel romanzo rispetto al film sono i nomi in codice utilizzati dai ribelli durante l'assalto alla Morte Nera, il termine ufficiale con il quale ci si rivolge ai robot è "meccanici" mentre viene lasciato intendere che "droidi" è solo un termine in slang, Obi-Wan Kenobi fuma la pipa, e nella scena dove difende Luke dagli alieni nel bar-cantina di Mos Eisley, affronta tre creature e non due, e ne taglia uno a metà con la spada laser prima di mozzare il braccio al terzo. Chewbecca viene descritto con brillanti occhi gialli. L'Ammiraglio Motti, l'uomo strangolato da Dart Fener nella sala riunioni della Morte Nera, non è presente nel libro, sostituito invece da un personaggio di nome Romodi, con molte cicatrici in volto. Il numero di riferimento del soldato Stormtrooper a guardia del Millennium Falcon è THX-1138 (riferimento all'omonimo film di Lucas), e non TK-421 come nel film. Il Grand Moff Tarkin è presente mentre la Principessa Leila viene torturata. La distruzione di Alderaan non è descritta nel romanzo.

- Anche la morte di Obi-Wan Kenobi è diversa, poiché è Dart Fener che lo sconfigge in duello e non è lui stesso che si lascia uccidere, per fornire un diversivo a Luke e agli altri per fuggire dalla Morte Nera. Inoltre nel libro ci si riferisce a Dart Fener con il titolo di Signore dei Sith, appellativo presente in vario merchandising dell'epoca, ma mai propriamente nominato nella trilogia originale. Infatti, il termine Signore dei Sith venne menzionato per la prima volta solo nel 1999 in La minaccia fantasma.

- In Guerre stellari, durante la battaglia finale, il caccia X-Wing di Wedge viene danneggiato da Dart Fener, costringendolo ad uscire dalla mischia, e quindi Biggs viene ucciso da Fener e dalla sua squadriglia. Nel romanzo invece, Biggs resta ucciso in battaglia, e solo dopo Wedge è costretto a ripiegare, a causa di un malfunzionamento del suo caccia.

- Alla fine del romanzo, oltre a Ian e Luke, Leila consegna una medaglia anche a Chewbecca, anche se deve mettersi in punta di piedi per mettergliela al collo.

## Edizioni
(parziale)
- George Lucas, Alan Dean Foster, Guerre Stellari, Stile libero Big, Sperling & Kupfer, 1997,  p. 200, ISBN 88-200-2385-7.